# آرچی میچل (بازیکن فوتبال)
آرچی میچل (انگلیسی: Archie Mitchell; ۱۵ دسامبر ۱۸۸۵ – ۱۶ آوریل ۱۹۴۹) بازیکن فوتبال اهل بریتانیا بود.
از باشگاه‌هایی که در آن بازی کرده‌است می‌توان به باشگاه فوتبال کویینز پارک رنجرز، باشگاه فوتبال استون ویلا، و باشگاه فوتبال برنتفورد اشاره کرد.
وی همچنین در تیم‌های ملی فوتبال England national youth football team، لیگ فوتبال جنوبی انگلستان، و Football League XI بازی کرده‌است.